# 媚空 -ビクウ-
『劇場版 媚空 -ビクウ-』は日本の特撮映画作品。2015年11月14日公開。第28回東京国際映画祭・パノラマ部門出品作品。

## 概要
『牙狼〈GARO〉』シリーズの劇場版第6作目であり、『牙狼-GARO- -魔戒ノ花-』に登場した女魔戒法師・媚空を主人公にしたスピンオフ映画。発表時には『媚空-ヤミギリノチ-』という仮題で発表されていた。
雨宮慶太によると、最初は媚空主役の作品は考えていなかったが、『魔戒ノ花』最終話の媚空の優しい表情から、媚空の活躍をさらに見たいと思い、それが製作に繋がったという。
雨宮慶太から秋元才加に対しては、肉体美と腹筋を撮りたいという形でオファーがあったという。
映画製作にあたって、新要素である人の心に入り込むサイコダイブを考案し、作中では入心の術として描かれている。

## ストーリー
「守りし者」でありながら、その力に溺れて道を踏み外した魔戒騎士や魔戒法師を討伐する使命を持つ闇斬師・媚空は、元老院から派遣された若き魔戒法師・代知から指令を受け、闇に堕ちた魔戒法師・ウサミを追う。ウサミとの戦いの中で違和感を覚えた媚空は、その謎を解く手がかりを求めて自身のかつての師である白海の元へ赴く。

## 登場人物
媚空（）
闇斬師の使命を持つ女魔戒法師。
白炎
白海の精神世界での戦いの際服装が露出度の高い純白の衣のように変化した媚空。
天生媚空
超絶心との決戦で代知の力を受け、纏う衣が神々しく金属的な鎧状に変化した媚空。白炎でも歯が立たなかった絶心の攻撃を撃ち破るほどの力を発揮した。

代知（）
元老院付きの若き魔戒法師。闇斬師を目指しており、媚空を慕っている。右手に「アラヤシキの徴」を持ち、母親の形見である緑色の魔導筆を所持している。
代知の精神世界
美しく光り輝く草原が広がっており、心の玉が太陽のように白く光り輝いている。

紗夜（）
女魔戒法師。元老院の命令で、百海の身の回りの世話とその動向の監視を行っている。
その正体は、「優秀な血筋を絶やさぬように父と娘の間に子を作る」というおぞましい家訓により絶心とアズサの姉との間に生まれた娘であり、絶心の家族のもう一人の生き残りであった。家訓に基づいて父・絶心との子を産むため、彼に完全に適合する肉体を求めて暗躍しており、白海の世話係を担当していたのも彼から情報を引き出すためであった。絶心に盲目的に心酔しており、邪心ではなく彼に対する本心からの純粋な想いを行動原理としていたため、その心の玉は邪心に染まってはいなかった。
媚空との戦闘では、斧状の刃が付属した魔導筆を用いた術や体術に加え、相手の動きを封じる呪符やコートに仕込んだ無数のクナイを使用していた。
かつての絶心と同様に「アラヤシキの徴」を持つ代知に目を付け、彼を絶心の新たな肉体にしようと目論む。代知の救出に駆けつけた媚空の足止めをするために戦うも敗北し、騒動の収束後は元老院の特殊施設と思われる場所に廃人同然となった状態で拘留されるが、ラストで白海に何らかの手段で肉体を乗っ取られたことが示唆されている。
白海（）
元闇斬の長で、媚空の師匠である魔戒法師の老人。現在は元老院の命令を無視した罪でその行動を制限されており、紗夜の監視の下で多数の愛人を侍らせながら贅沢な幽閉生活を送っている。
手掛かりを求めて自分を訪ねてきた媚空に絶心の情報を教え、自身が与えた試練を乗り越えた彼女に絶心を封印する術を授けるが、実は今回の一連の騒動を陰で操っていた真の黒幕であり、絶心や紗夜は何も知らないまま彼に利用されていたに過ぎなかった。闇斬師を疎んじる元老院への復讐を目論んでおり、絶心を斬らずに捕縛したのも表向きには彼を不憫に思っての行動とされていたが、実際には彼を自身の計画の手駒として利用するためであった。騒動の収束後、媚空の活躍により闇斬師の功績を認められた結果自由の身となり「直接手を下していない自分の心は白いから斬れない」と高を括っていたが、絶心との戦いを通じて「人の心は白でも黒でもなく複雑」であることを悟った媚空の罠に嵌り、心の玉を破壊され絶命した。だが、ラストで紗夜の肉体を何らかの手段で乗っ取って存命していることが示唆されている。
白海の精神世界
神殿の内部のような立体的な空間となっており、白海自身はその空間内では顔を硬質のマスクで覆い、白い法衣を纏った筋骨隆々の僧侶のような姿となる。媚空に絶心を封印する術を授けるための試練を与えた際には、ピラミッド状の兜を被った上半身裸道着のような姿に変化し、彼女の前に立ちはだかった。

アズサ
雑貨屋を営む女性。
その正体は絶心の一家惨殺から唯一生き残った彼の娘であり、現在は魔戒法師とは関係を断ち、一般人として生活していた。自身を尋ねて雑貨屋を訪れた媚空に真実を話す。
ムツキ
闇に堕ちた女魔戒法師で代知の母親。冒頭での媚空との戦いに敗れ死亡する。
カエンの術を奪うために仲間の魔戒法師を殺害したことがきっかけで闇に堕ちたが、その真意は過去に邪気の宿った魔導具を誤って破壊し、邪気に侵された息子を救うための行動であったことが媚空の発言から示唆されている。
ウサミ
魔戒法師。ヤマブキの管轄に所属していたが、一般人を無差別に殺傷した罪で媚空の討伐対象となる。魔導筆と握り拳状の鎖鉄球を武器とする。
実はこの時既に絶心に肉体を乗っ取られており、媚空との戦闘中に絶心がタキイに乗り換えた際に灰化して死亡した。
ウサミの精神世界
絶心に乗っ取られた影響で白く枯れ果てた世界となっており、媚空が入心の術で入り込んだ際には崩壊寸前の状態となっていた。

タキイ
とあるクラブのオーナーである男性。
運転中に媚空とウサミの戦いの場を通りかかった際にウサミから抜け出た絶心に肉体を乗っ取られ、彼が代知に乗り換えるまでの間依代として利用されていた。絶心が代知の肉体に乗り換えた際に灰化して死亡する。
絶心（）
入心の術を編み出した天才と謳われていた元闇斬師の魔戒法師。入心の術を多用した結果、自身の心が崩壊して発狂し、自分の家族を皆殺しにしたうえで死亡したとされていたが、実際には白海に捕縛され、元老院の特殊施設に幽閉されていた。紗夜の手引きにより彼女が連れて来たウサミの肉体を乗っ取って施設を脱出するが、ウサミの肉体が自身に適合しなかったため、媚空との戦闘中に偶然傍を通りかかったタキイに乗り換えるも適合せず、以降はタキイの経営するクラブの貴賓室に身を潜めながら自身に完全に適合する肉体を持つ者が現れるのを待ち望んでいた。
入心の術により他人の肉体を乗っ取る術を身に付けているが、上述の通り完全に適合しなかった場合は、肉体が崩壊してしまう危険性を孕んでいる。自身の精神世界を意のままに操る能力を持ち、完全復活した暁には自身の精神世界を現実世界と繋げて同化し、支配することを目的としていた。
最終的に、かつての自身と同じ「アラヤシキの徴」を持つ代知の肉体を乗っ取り、完全に適合したことで復活を遂げる。自身の精神世界へ侵入した媚空を終始圧倒するが、媚空の呼びかけと彼女が投げつけた代知の魔導筆により代知が復活したことで形勢を逆転され、彼の力により変化を遂げた媚空の封印の術を込めた一撃に敗北し、消滅した。
超絶心（）
己の精神世界にてホラーのような巨大な化け物となった絶心。
絶心の精神世界
強力な邪気に満ち溢れた混沌の魔境となっている。絶心の完全復活に伴い、現実世界にまでその影響が及び始める。

## 関連用語
闇斬師（）
闇に堕ちた魔戒騎士や魔戒法師を討伐する使命を持つ魔戒法師。『魔戒ノ花』では、「闇の狩師」とも呼ばれていた。
入心の術（）
相手の精神世界に入り込む秘術。闇斬師が使用する場合、対象となる相手と視線を合わせるだけで発動することが可能であり、現実世界の1秒程度で相手の精神世界の中にて3分間活動できるが、精神世界での戦いに敗れると、現実世界での死につながる危険性も孕んでいる。
本作品後の時系列に相当する『牙狼-GARO- -魔戒烈伝-』第8話Bパートではクロウとエイジが精神世界での決闘に用いているほか、第9話では相手がホラー化していると精神世界に入り込めないことも代知の台詞で語られている。
精神世界
人間の心を具現化させた異世界。中心部にはその人間の心の状態を具現化させた「心の玉」と称される球体が存在し、通常は白く光り輝いているが、邪心に染まると禍々しい色と外観に変貌し、闇斬師の討伐の対象となる。心の玉を破壊された人間は浄化され、現実世界でも死亡する。

アラヤシキの徴（）
幸運の徴とされている三日月状の痣。
カエンの術
邪気を鎮める効果を持つ術。代知の母親・ムツキが闇に堕ちた経緯に関係がある。

## キャスト
- 媚空 - 秋元才加
- 代知 - 須賀健太
- 紗夜 - 朝倉えりか
- 白海 - ミッキー・カーチス
- アズサ - 伊藤かずえ
- ムツキ - 屋敷紘子
- ウサミ - 中村尚輝
- タキイ - 五刀剛
- 絶心 - 佐野史郎

## スタッフ
- 原作・総監督 - 雨宮慶太
- 監督・アクション監督 - 大橋明
- 脚本 - 江良至
- エグゼクティブプロデューサー - 二宮清隆
- アソシエイトプロデューサー - 吉田健太郎
- プロデューサー - 河波佑介
- ラインプロデューサー - 内山亮
- テクニカルプロデューサー - 徳重岳浩
- 音楽プロデューサー - 井上俊次
- 撮影 - 西岡章
- 照明 - 吉角荘介
- 美術 - 竹内正典
- 美術デザイナー - 佐藤英樹
- 衣裳 - 黒田匡彦
- 媚空衣裳 - JAP工房
- メイク - 梅原さとこ
- 記録 - 栗原節子
- 特撮監督 - 中川茂之
- VFX/CG - スタジオ・バックホーン
- 配給 - 東北新社
- 特別協力 - サンセイアールアンドディ
- 制作 - 東北新社、オムニバスジャパン
- 製作 - 東北新社

## 主題歌
テーマ曲「繊月〜光と闇の傍で〜」
作詞：奥井雅美 / 作曲：寺田志保 / 編曲：寺田志保、栗山善親 / 歌：秋元才加

## 関連商品

### DVD・Blu-ray
2016年6月2日にポニーキャニオンからBlu-rayとDVDが発売された。

### 音楽配信・CD
繊月～光と闇の傍で～
2015年10月21日に本作のエンディングテーマが各配信サイトで配信された。
牙狼<GARO>黄金歌集 牙狼響
2017年10月18日にランティスより発売された、牙狼シリーズのベストアルバム。本作のオープニングテーマとエンディングテーマを収録。

## パチンコ
2017年にサンセイR&Dから本作のタイアップ機であるパチンコ『CRA牙狼魔戒ノ花 媚空』が発売された。